# Igreja Católica na Estônia
A Igreja Católica na EstôniaPB ou EstóniaPE faz parte da Igreja Católica Romana, sob a liderança espiritual do Papa em Roma. 
A presença católica na Estônia tem sua origem na Idade Média, uma vez que o território do país pertencia à Ordem Teutônica, que evangelizou sua população. Quando a ordem se dissolveu a Estônia tornou-se predominantemente luterana e durante o Império Russo também houve a chegada de fiéis da Igreja Ortodoxa.

## História do catolicismo na Estônia
No início do século XIII, a Estônia foi conquistada pela Ordem Teutônica alemã e, portanto, foi um dos últimos territórios na Europa a ser cristianizado. No entanto, algumas evidências arqueológicas sugerem que o cristianismo já era conhecido séculos antes da conquista. Com base em relíquias arqueológicas, como cruzes e cantos de livros de metal, chegou-se à conclusão de que algumas áreas da Estônia já eram cristãs antes do século XIII.
Toda a Estônia foi dominada no ano de 1227 e, até meados do século XVI, a Estônia estava dividida entre os senhores feudais e, portanto, o território católico ainda não era unificado.
Durante a Guerra da Livônia, a Estônia medieval foi conquistada pelos suecos, que inicialmente ocuparam o norte do país e, mais tarde, o sul. O governo sueco, de 1561-1710, proibiu a presença do catolicismo, em benefício da Igreja Luterana Sueca.
Na Grande Guerra do Norte, a Suécia perdeu a Estônia para a Rússia, a qual governou o país de 1710 a 1918. A Rússia imperial concedeu vastos privilégios à nobreza balto-alemã residente da Estônia, incluindo a liberdade de praticar sua fé luterana. Durante o século 18, os nobres católicos da Lituânia começaram a fazer uso próprio desse direito. A primeira missa católica, depois de mais de cem anos, foi celebrada em 18 de janeiro de 1786. Naquela época, havia menos de 300 católicos na Estônia. A partir disso, o catolicismo começou seu avivamento. Em 26 de dezembro de 1845, a nova Igreja Católica de Tallinn foi consagrada, seguida pela nova Igreja Católica de Tartu, em 1899.
Em 1918, quando a Estônia ganhou independência, seus os cidadãos obtiveram o direito de total liberdade religiosa. A Santa Sé reconheceu a independência estoniana em 10 de outubro de 1921. Em 1931 o jesuíta Eduard Profittlich tornou-se o administrador apostólico para a Igreja Católica na Estônia. Em 1936, ele foi consagrado como o primeiro bispo católico estoniano desde a reforma luterana no século XVI. Antes da Segunda Guerra Mundial, havia quase 5.000 católicos na Estônia (em Tallinn: 2.333, em Tartu: 1.073, em Narva: aproximadamente 600, e em Valga: cerca de 800).

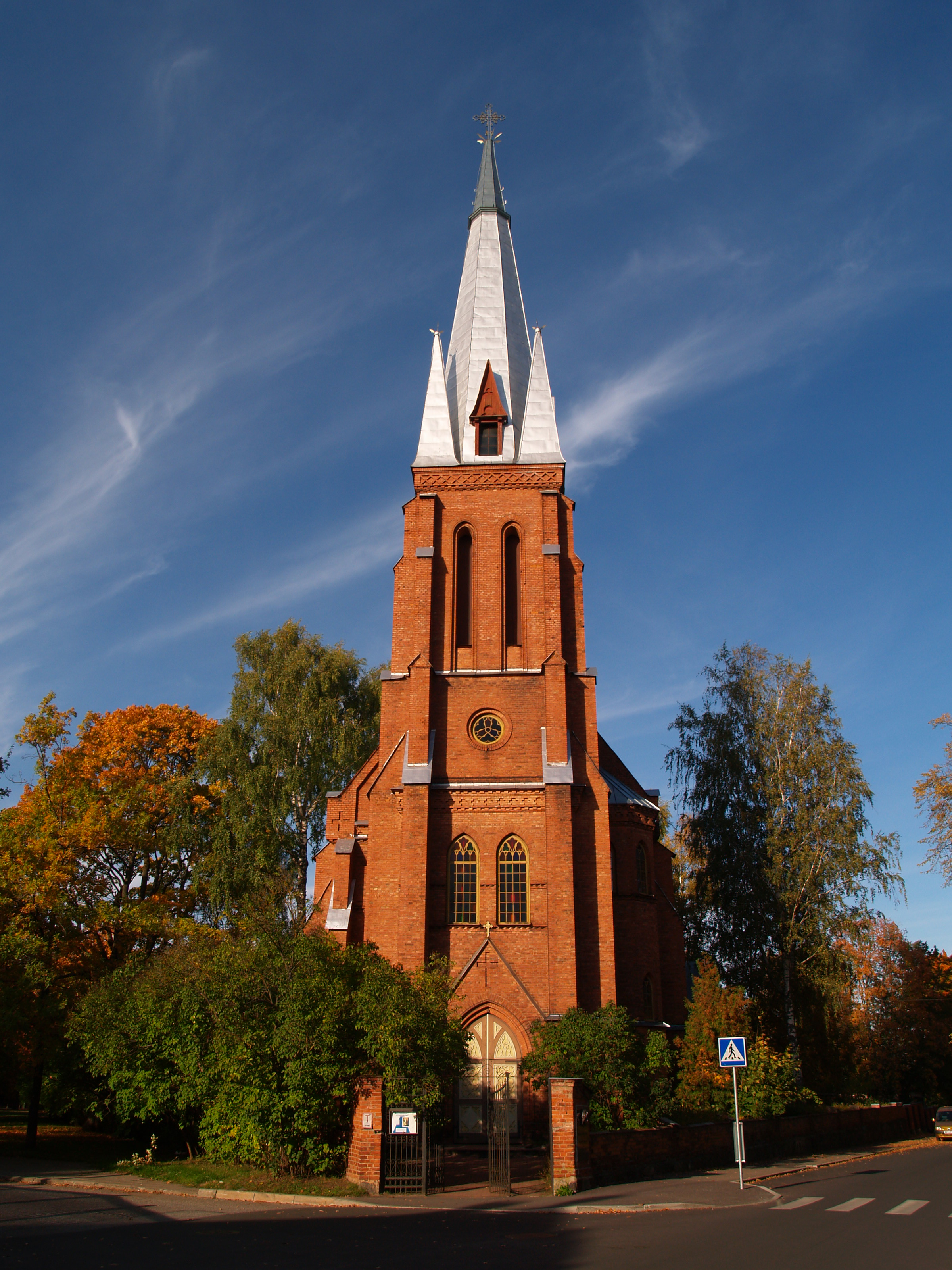
Igreja católica em Tartu

Em 1939 a Estônia foi invadida pela União Soviética e a religião organizada foi proibida. A maioria dos 5000 fiéis católicos escapou do país ou foi preso nos campos de concentração soviéticos. Eles prenderam Eduard Profittlich, que posteriormente morreu em uma prisão soviética na Sibéria, em 1942, depois de ter sido condenado à morte como um espião do Vaticano. Sua causa para a canonização como mártir foi aberta. Durante a ocupação soviética, todas as igrejas católicas do país foram fechadas e a população católica da Estônia chegou a menos de 100 adeptos e 1 padre, o qual tinha de celebrar missas nos subterrâneos. Todos foram perseguidos fortemente pela KGB.
Após o colapso da União Soviética, a Estônia recuperou sua independência e foi reconhecida pela Santa Sé em 28 de agosto de 1991. A Estônia recebeu a primeira visita papal de sua história em setembro de 1993, pelo então Papa João Paulo II.

### Situação atual do catolicismo na Estônia
A população católica estoniana é pequena, no entanto, viu um rápido aumento desde o fim do domínio soviético. Atualmente, todo o país tem aproximadamente 6.000 adeptos. A maioria são de origem estoniana, mas também muitos lituanos e poloneses. A maioria vive nas principais cidades, como Tallinn, Tartu e Narva. A Estônia não é dividida em dioceses. Em vez disso, todo o país forma uma administração apostólica. De 2005 a 2024, o administrador apostólico da Estônia, que reside em Tallinn, é o bispo Philippe Jean-Charles Jourdan.
Em 26 de setembro de 2024, a administração apostólica é elevada a diocese, com o nome de Diocese de Tallinn.

### Visita do Papa Francisco
Após visitar a Lituânia e a Letônia, o Papa Francisco chegou à Estônia no dia 25 de setembro de 2018, sendo recebido pela presidente Kersti Kaljulaid, com uma singela cerimônia de boas-vindas no Aeroporto de Tallinn, e após, seguindo para o Palácio Kadriorg, sede da presidência. Após uma reunião a sós com a presidente, o pontífice fez um discurso às autoridades do país.
Há séculos que estas terras são chamadas "Terra de Maria" (Maarjamaa). Um nome que não só pertence à vossa história, mas faz parte da vossa cultura. A evocação de Maria sugere-me duas palavras: memória e fecundidade. Maria é a mulher da memória, que guarda tudo o que vive, como um tesouro, em seu coração (cf. Lc 2, 19); mas é também a mãe fecunda que gera a vida de seu Filho. Por isso mesmo, gostava de pensar na Estônia como terra de memória e de fecundidade.— Discurso do Papa Francisco à presidente e autoridades civis estonianas
Após, Francisco foi à igreja luterana Kaarli para um encontro ecumênico, encontrando-se com jovens das várias igrejas cristãs do país, como católicos, luteranos e ortodoxos. O Papa foi acolhidos pelas autoridades luteranas anfitriãs, ouviu testemunhos e um jovem de cada uma dessas denominações, e discursou aos presentes. Na Catedral de São Pedro e São Paulo, em Tallinn, o Papa ouviu o testemunho da mulher que tem 9 filhos, e recebe assistência das Missionárias da Caridade, e estimulou as freiras a evangelizar.
Por fim, a última atividade do Papa no país foi a celebração de uma missa na Praça da Liberdade, onde ele exortou aos cristãos a "não temerem evangelizar os que não têm fé". Por fim, o Papa voltou a Roma, findando a visita aos países bálticos.

## Organização territorial
Em 1º de novembro de 1924, a Igreja Católica recuperou a autonomia na Estônia: o território do país foi separado da arquidiocese letã de Riga e, ao mesmo tempo, foi criada a Administração Apostólica da Estônia.
Em 1999, os católicos eram 3.500, já em 2002 eram 5.745, divididos em 5 paróquias. Em porcentagem, os católicos representavam apenas 0,4% da população, atendidos por 6 sacerdotes diocesanos, 6 sacerdotes de ordens religiosas e 15 freiras.

## Nunciatura Apostólica
Em 1922, com a independência dos países bálticos, a Santa Sé erigiu a delegação apostólica para a Letônia, Lituânia e Estônia, nomeando o primeiro delegado apostólico, o jesuíta Antonino Zecchini, no dia 20 de outubro de 1922.
A nunciatura apostólica da Estônia foi erigida em 11 de setembro de 1933, com o breve apostólico Cum in Republica Estoniensi, do Papa Pio XI; a sede do núncio apostólico foi a cidade de Tallinn.
Durante a ocupação soviética, as relações diplomáticas foram interrompidas, e retomadas em 3 de outubro de 1991 após a independência da Estônia.
O atual núncio apostólico da Estônia é o arcebispo alemão Georg Gänswein, desde 24 de junho de 2024.